# Dream Girl (personaggio)
Dream Girl, il cui vero nome è Nura Nal, è un personaggio dei fumetti pubblucati da DC Comics. È un membro della Legione dei Super-Eroi nel XXX e XXXI secolo.

## Biografia del personaggio

### Versione originale
Il pianeta natale di Nura è Naltor, dove tutti gli abitanti possiedono virtualmente l'abilità dei sogni premonitori. Dopo aver previsto la morte di numerosi Legionari, escogitò un piano elaborato per salvare le loro vite. Come parte del piano, utilizzò la scienza Naltoriana - di cui è un'esperta - per cambiare i poteri di Ayla Ranzz di fusione dei fulmini con l'abilità di rendere gli oggetti ultraleggeri. Per alcuni anni successivi, Ayla - ora nota come Shadow Lass - adottò il nome in codice di Light Lass.
I Legionari di cui previde la morte erano in realtà duplicati robotici. Essendosi unita alla squadra dietro false pretese, lasciò temporaneamente la Legione per unirsi alla Legione degli Eroi Sostituti. Qui si riunì con Star Boy, con cui ebbe una relazione romantica. Star Boy fu precedentemente espulso dalla Legione per aver ucciso, per legittima difesa, l'ex di Nura, il Naltoriano Kenz Nahor, che tentò di ucciderlo per gelosia nei confronti della sua relazione con Nura.
Anni dopo Dream Girl fu il leader della Legione (seconda Legionaria femmina a ricoprire quel ruolo), e la sua prima missione fu probabilmente la più importante di tutta la squadra: difendere i Pianeti Uniti da un assalto dell'antico criminale Darkseid. Anche sua sorella Mysa, la Strega Bianca, fu temporaneamente una Legionaria. Sua madre Kiwa Nal, fu invece l'Alta Profetessa di Naltor (leader del pianeta); l'identità di suo padre non fu rivelata.
La maestria e l'abilità nella scienza Naltoriana fece sì che Nura divenisse membro di un gruppo d'élite. Tra i Legionari il suo progresso scientifico è sorpassato solo da Brainiac 5 e dall'Invisible Kid originale, e forse equivale quello di Mon-El. In più, compensa la natura non-fisica dei suoi poteri intrattenendosi in sessioni d'allenamento con Karate Kid. Infine, nessun Legionario fu mai più abile nel combattimento corpo a corpo di lei, tranne forse lo stesso Karate Kid e Timber Wolf.

### Nuova versione
Dopo gli eventi della mini-serie Ora Zero, la continuità della Legione fu completamente revisionata. La seconda versione di Nura affermò che il suo nome era Nura Shappin, e che cambiò il suo cognome in Nal perché, come l'ha descritto lei, "afferma che sono di Naltor, no?". Affermò anche che fu la prima premonitrice a nascere su Naltor in sette generazioni, affermazione che fu poi smentita da un'altra storia della Legione post-Ora Zero.
Per la maggior parte della durata di questa continuità, Nura non fu una Legionaria, anche se era ancora la ragazza di Star Boy. Tuttavia, soffriva di narcolessia, perdendo coscienza ogni volta che aveva una visione. Non fu più la sorella di Mysa, che fu del tutto non correlata a lei in questa continuità. Infine, Nura aderì alla Legione sotto il nome in codice di Dreamer, appena prima che la continuità della Legione venisse aggiornata nuovamente nel 2005.

### Terza versione
Nell'aggiornamento del 2005, il nome in codice di Nura fu di nuovo Dream Girl. In questa continuità perde talvolta il filo degli eventi presenti quando prevede eventi futuri (una volta non riuscì a farsi coinvolgere in una rissa perché pensava che fosse appena avvenuta);
Brainiac 5 mostrò inizialmente risentimento verso l'abilità di Nura di "conoscere" cose che lui doveva dedurre, e una volta le chiese a proposito delle sue abilità. Lei rispose che aveva previsto che un giorno lui sarebbe diventato suo marito.
Successivamente, Nura rimase uccisa in battaglia; tuttavia, Brainiac 5 mise il suo corpo in stasi e cercò di resuscitarla. Anche se fallì nel tentativo di resurrezione, Nura divenne uno spirito con l'abilità di comparire nei sogni altrui.
Inizialmente respinto come una delusione nella mente di un Brainiac 5 in lutto (affermò persino che la sua "Nura" poteva essere una sfaccettatura del suo inconscio intuitivo, apparendogli mentre sogna ad occhi aperti in una forma che potesse appagare i suoi gusti), la presenza di Nura nella mente del Legionario divenne un fatto ben noto, preoccupando la Principessa Projectra che, nel tentativo di distruggere la Legione per la sua inabilità di salvataggio del pianeta Orando, temeva la vista precognitiva di Nura. Quando Brainaic 5 fece sì che una medium prestasse il suo corpo alla mente di Nura così da condividere alcune intimità fisiche, Projectra utilizzò i suoi poteri sull'io di Brainiac 5 per fare sì che i bisogni e le inibizioni nella sua mente attaccassero selvaggiamente Nura quando questa entrò nel corpo di Brainiac. Nonostante il valente tentativo di Querl di controllarne gli occhi, egli fu sollecitato a cavarli, rendendo Nura cieca a livello spirituale, privandola sia della vista fisica che di quella precognitiva, un destino a cui la ragazza si rassegnò purché potesse restare con il suo amore. Nura fu poi riportata in vita da Brainiac 5 trasferendo la sua coscienza in una versione clonata del suo corpo originale, restituendole gli occhi e i poteri. Così, decisero di sposarsi.
Nura fu rimpiazzata nella Legione da un Naltoriano di nome Rol Purtha, alias Dream Boy.

### Post-Crisi infinita
Gli eventi della miniserie Crisi infinita sembrano aver ricostituito una Legione analoga a quella presente nella continuità pre-Crisi sulle Terre infinite, come visto nella storia "The Lightning Saga" in Justice League of America e Justice Society of America, e nella storia "Superman e la Legione dei Super-Eroi" presente in Action Comics. Dream Girl fu inserita in questi numeri. E in questa incarnazione fu implicito che i suoi poteri erano collegati al regno del Sogno degli Eterni. Si scoprì più avanti che Dream Girl riuscì in qualche modo passò le sue conoscenze profetiche a Thom Kallor.
Nella storia "The Lightning Saga", Dream Girl fu uno dei Legionari inviati nel XXI secolo per catturare l'essenza di Bart Allen in un'asta cosmica prima della sua morte. Fu trovata dentro il Manicomio di Arkham come prigioniera di Dr. Destino, che ne utilizzò i poteri incastonandoli in una "dreamstone" (dall'inglese, pietra di sogno).
Dream Girl fu tra i membri perduti della Legione come parte della storia Superman e la Legione dei Super-Eroi. In questa storia e nella seguente Legione dei 3 mondi, si scoprì che Dream Girl ebbe una visione profetica di Superboy-Prime nel ruolo di precursore della "Crisi del XXXI secolo", cosa che portò all'elaborazione di un piano di contingenza da parte di Brainiac 5 che permettesse alla Legione sia di sconfiggere Prime, che di resuscitare Bart Allen.
Dream Girl comparve per l'ultima volta nell'anteprima di Adventure Comics (vol.2) n. 1, apparentemente tornata nel XXI secolo e imprigionata in un dispositivo.
All'inizio del n. 2 di Legion of Super-Heroes, si può vedere Dream Girl al fianco di Dawnstar e Gates.

## Poteri e abilità
Come tutti i nativi di Naltor, Nura ha il potere di prevedere il futuro e assistere alle visioni in sogno la pone tra i più potenti preveggenti del pianeta. È una maestra della scienza Naltoriana, specializzata in biologia, e allenata da Val Armorr (alias Karate Kid) nel combattimento. Le sue abilità nel corpo-a-corpo combinata con il potere di preveggenza delle mosse del nemico la rendono un avversario formidabile negli scontri a breve termine, in grado persino di resistere al Persuasore, ma che a causa del numero elevato di mosse da lei prevedibili non la rende in grado di mantenere il vantaggio. È inoltre una donna estremamente carismatica, capace di convincere uomini e donne a fare ciò che vuole. Le sue abilità precognitive le conferiscono anche un margine di pianificazione strategica.

## In altri media

### Televisione
- Dream Girl comparve nell'episodio "New Kids in Town" della serie animata Le avventure di Superman.
- Dream Girl comparve in un cameo nella serie animata "Legion of Super-Heroes". Nell'episodio "In your dreams", Dream Girl rivelò alla Legione dei Super Eroi dove avrebbe colpito il Dark Circle. Quando il Dark Circle venne a sapere di lei tentò di rapirla per usufruire dei suoi poteri a suo vantaggio.
- Un'antenata di Dream Girl, Nia Nal, con gli stessi poteri della sua discendente ed eroina con il nome in codice "Dreamer", viene introdotta nella quarta stagione Supergirl.